# Johann Husak
Johann Husak (7. ledna 1848 Terezín – 30. června 1918 Teplice-Šanov) byl rakouský politik německé národnosti z Čech, na počátku 20. století poslanec Říšské rady a starosta Teplic-Šanova.

## Biografie
Původní profesí byl obchodníkem. Do roku 1907 zastával funkci prezidenta obchodního grémia. Zastával i funkci ředitele teplické spořitelny a zasedal v okresním výboru. Působil jako soukromník a starosta města Teplice-Šanov. Funkci starosty zastával od roku 1904, v obecním zastupitelstvu působil od roku 1889.
Působil i jako poslanec Říšské rady (celostátního parlamentu Předlitavska), kam usedl ve volbách roku 1907, konaných poprvé podle všeobecného a rovného volebního práva. Byl zvolen za obvod Čechy 082. Po volbách roku 1907 usedl do poslaneckého klubu Německý národní svaz. Byl členem Německé pokrokové strany.
Zemřel v červnu 1918.